# Майори (Росія)
Майо́ри (рос. Майоры) — присілок в Кезькому районі Удмуртії, Росія.
Населення — 1 особа (2010; 6 в 2002).
Національний склад станом на 2002 рік:
- росіяни — 100 %